# Edward Kilenyi
 (août 2022).
Si vous disposez d'ouvrages ou d'articles de référence ou si vous connaissez des sites web de qualité traitant du thème abordé ici, merci de compléter l'article en donnant les références utiles à sa vérifiabilité et en les liant à la section « Notes et références ».
Edward Kilenyi, né à Philadelphie, en Pennsylvanie, le 7 mai 1910, et mort le 6 janvier 2000 à Tallahassee, en Floride, est un pianiste, compositeur et professeur américain d'origine hongroise.

## Biographie
Son père, Edward Kilenyi Sr (1884-1968) était né en Hongrie. Violoniste, il encouragea le jeune Edward qui montrait dès l'âge de trois ans de remarquables prédispositions pour la musique, reproduisant au piano des morceaux de mémoire. Remarqué par Ernst von Dohnányi à New York, il part étudier à Budapest, devient son élève et se révèle très brillant. Il forme un duo de piano actif pendant quarante ans avec son maître.
Diplômé de l'Académie Franz-Liszt en 1930, il se produit en concert lors d'une tournée en Europe et rencontre Sir Thomas Beecham, enthousiasmé, qui déclare : « c'est comme ça que l'on doit jouer du piano ! » Beecham l'appelait le « véritable successeur des grands romantiques, un artiste dans le grand style de Liszt ou Rubinstein. »
Lors d'un concert avec Willem Mengelberg et l'Orchestre royal du Concertgebouw à Amsterdam, ce dernier déclare : « Il n'y a qu'un seul jeune artiste que l'on peut comparer musicalement à Kilenyi, c'est Menuhin ». Kilenyi se produisit avec les plus grands chefs de son temps : Karl Muck, Sir Henry Wood, John Barbirolli, Paul Paray, Philippe Gaubert, Charles Munch, George Szell.
Il enregistre pour la firme Pathé la Fantaisie Hongroise de Liszt, la Todtentanz avec Selmar Meyrowitz chez Columbia qui remporte le Grand Prix du Disque en 1939, ainsi que les Études opus 10 de Chopin. Rentré aux États-Unis en 1940, il débute à New York au Town Hall et se produit avec Otto Klemperer, Eugene Ormandy, Dimitri Mitropoulos. Avec celui-ci, il enregistre avec l'Orchestre symphonique du Minnesota pour la firme Columbia (premier concerto de Chopin, décembre 1941). En 1951 il devient directeur musical de Remington Records.
De 1953 à 1982, il enseigna à l'École de Musique de l'Université d'État de Floride.

## Discographie
Pour la firme Pathé (1937-1939) : 
Chopin :
- 12 Études, op.10
- Mazurka no 13 en la' mineur, op.17 no 4
- Sonate no 2 en si-bémol mineur, op.35

Liszt :
- Années de pèlerinage
- Rhapsodies hongroises no 8 en fa-dièse mineur  et no 15 en la mineur, S244
- Mephisto-Valse no 1, S514
- Todtentanz, S126
- Fantaisie sur des thèmes folkloriques hongrois, S123
- Wanderer-Fantaisie, S366

Pour Columbia :
Liszt :
- Todtentanz, pour piano et orchestre, Grand Orchestre Philharmonique de Paris, dir. Selmar Meyrowitz

## Filmographie
- 1932 : Hotel Continental de Christy Cabanne
- 1938 : The Terror of Tiny Town de Sam Newfield
- 1948 : The Tender Years, de Harold D. Schuster

## Sources
Notice de présentation du coffret Chopin L'œuvre intégrale, éditions Brilliant Classics 93217